# Cal Kestis
Cal Kestis es un personaje de la franquicia Star Wars. Es el protagonista jugable de la serie de juegos Star Wars Jedi que incluye el videojuego de 2019 Star Wars Jedi: Fallen Order y su secuela de 2023, Star Wars Jedi: Survivor, desarrollado por Respawn Entertainment. El personaje también ha aparecido en otros medios de la franquicia, como la novela Star Wars Jedi: Battle Scars de Sam Maggs, que cierra la brecha entre los dos juegos de Star Wars Jedi. Cal es interpretado por el actor y modelo estadounidense Cameron Monaghan a través de captura de movimiento.
Dentro de la franquicia, Cal es un ex Padawan Jedi y sobreviviente de la Gran Purga Jedi que, durante el reinado temprano del Imperio Galáctico, vive recluido en el planeta Bracca hasta que un incidente lo obliga a revelar sus poderes de la Fuerza. Perseguido por toda la galaxia por los Inquisidores, los cazadores de Jedi del Imperio, Cal se embarca en una misión para tratar de reconstruir la Orden Jedi y a que se le unen varios aliados poco probables, que lo ayudan a desafiar el gobierno del Imperio y convertirse en una segunda familia para él. Durante su viaje, Cal aprende a retomar su papel de Jedi y a reconciliarse con su pasado problemático, mientras se convierte en un poderoso Caballero Jedi y una figura destacada en la lucha contra el Imperio.
El personaje de Cal ha recibido una recepción generalmente positiva por parte de críticos y fanáticos, quienes elogiaron su crecimiento y sus relaciones con otros personajes, aunque enfrentó algunas críticas iniciales por su apariencia "aburrida".

## Concepto y creación
Monaghan proporciona tanto la voz como la apariencia del personaje de Cal, incluido su cabello rojo natural.  Sobre interpretar el papel de Cal, dijo: "Es bastante surrealista ver un personaje que construiste y pudiste explorar e imaginar. Es un personaje que realmente he llegado a amar".  También afirmó: "Es un gran privilegio poder interpretar algo que tiene una gran historia detrás, pero también algo de lo que soy fanático y de lo que siempre quise ser parte desde que era un niño". El actor "no quería modelar a Cal en ningún personaje específico de Star Wars", y agregó: "Quería que la personalidad y el comportamiento de Cal y todo saliera de sus propias experiencias y sus propias historias, y construirlo desde adentro".
Durante su proceso de audición para el juego, a Monaghan no se le dijo que estaba audicionando para un juego de Star Wars. "En ese momento no sabía que estaba audicionando para un juego de Star Wars, pero lo sabía. Hicieron estas páginas de audición falsas y esas cosas, y lo estaba leyendo como 'hmmm... Esto es Star Wars, ¿no es así?  ¿Verdad?  Eran como 'No, por supuesto que no'. Entonces, cuando entré en la habitación y me dieron el sable de luz de juguete, dije: '¡Lo sabía!'".
Antes de que los desarrolladores supieran quién iba a ser Cal Kestis, había varios conceptos diferentes. El director del juego, Stig Asmussen, reveló: "Hablamos sobre hacer un personaje extraterrestre, hablamos sobre hacer un género diferente, pero llegamos a donde estábamos porque en ese momento, Rey era algo así como Star Wars, así que tenía mucho más sentido para nosotros tener un protagonista masculino".

## Apariciones

### Star Wars Jedi: Fallen Order
Cal Kestis fue presentado como un Jedi que estuvo en entrenamiento con el maestro Jaro Tapal hasta que empezó la Orden 66, cuando escaparon Tapal ya había recibido muchos disparos de los Soldados clon y murió, Cal se quedó el sable de su Maestro y en Bracca se convirtió en un Chatarrero con su amigo Prauf hasta que la Segunda Hermana lo mató y Cal Kestis revela lo que es, un Jedi pero la Segunda Hermana lo detuvo y se lo pasa a la Novena Hermana, quien lo tira a un tren en movimiento pero Kestis vivió y más tarde se enfrenta a la Segunda Hermana pero la Mantis lo salvó.
Cal Kestis se hizo miembro de la tripulación de la Mantis. En Bogano encontró a BD-1 y se hicieron amigos, después visitaron Zeffo, Kashyyyk, Ilum, y en Dathomir se hizo amigo de Merrin, que es una bruja, juntos enfrentaron a Taron Malicos un Jedi caído, hasta que llegaron a Nur la base de los Inquisidores donde Cere y Cal se enfrentan a Darth Vader.

### Star Wars Jedi: Survivor
Cal regresa como el protagonista de Star Wars Jedi: Survivor (2023), ambientado cinco años después de los eventos del primer juego, donde continúa su lucha contra el Imperio mientras se le unen nuevos y viejos amigos y aliados, y crea nuevos adversarios.

### Otras apariciones
Un joven Cal hace un cameo en la novela Star Wars: Brotherhood (2022) de Mike Chen. También es el personaje principal de la novela Star Wars Jedi: Battle Scars (2023) de Sam Maggs, que se desarrolla entre los eventos de Jedi: Fallen Order y Jedi: Survivor y cierra la brecha entre las historias de los dos juegos. En 2023, Cal se agregó como personaje jugable al juego móvil Star Wars: Galaxy of Heroes.

## Recepción
El personaje de Cal Kestis recibió críticas generalmente positivas, y algunos expresaron su descontento porque el diseño final del personaje era "genérico" o "tonto". Elijah Beahm de The Escapist criticó la descripción de las reacciones de Cal ante la muerte de personajes clave, así como el papel de Cal en la eliminación de una tribu étnica de dathomirianos, argumentando que su respuesta más apagada hace él antipático como un protagonista heroico. Beahm argumentó: "Para todos los templos antiguos que Cal visita y los otros sensibles a la Fuerza con los que habla, lo mejor que puede hacer es asesinar a los Stormtroopers. No es un guardián de la paz; es un soldado y un traidor de lo que deberían ser los Jedi". Por el contrario, Nick Calandra de The Escapist defendió a Cal Kestis, diciendo que "Cal, aprendiendo a controlar sus emociones y superar su trauma, proporciona un personaje infinitamente más interesante de lo que hubiera sido si simplemente hubiera "seguido" el camino Jedi sin entender realmente lo que significa. Una vez que Cal finalmente deja de luchar contra el pasado, envaina su sable de luz y promete honrar las enseñanzas de su antiguo maestro, solo entonces se convierte en caballero Jedi".
Alani Vargas de CheatSheet también afirmó que Cal Kestis es "una gran elección para el personaje principal".  Algunos críticos notaron que, si bien no comienza fuerte, la buena escritura, el interesante elenco de personajes secundarios y la entretenida historia ayudan al jugador a conectarse con Cal. El actor experimentó intimidación por su cabello rojo, con personas que hacían mods solo para cambiar el color del cabello de Cal, y habló en contra de ellos.
IGN nombró a Cal Kestis como uno de los mejores personajes de videojuegos de 2019, y el miembro del personal Matthew Adler destacó su crecimiento en el poder, así como su "personalidad realista y voluntad de buscar el cambio". En 2020, Cal Kestis ocupó el puesto 50 en una encuesta de fans del "Mejor personaje de Star Wars de todos los tiempos" organizada por IGN.